# Tegillarca
Tegillarca is een geslacht van tweekleppigen uit de  familie van de Arcidae (arkschelpen).

## Soorten
- Tegillarca addita (Iredale, 1939)
- Tegillarca aequilatera (Dunker, 1868)
- Tegillarca bicors (Jonas in Philipp, 1845)
- Tegillarca disessa (Iredale, 1939)
- Tegillarca granosa (Linnaeus, 1758)
- Tegillarca nodifera (Martens, 1860)
- Tegillarca rhombea (Born, 1778)
- Tegillarca zanzibarensis (Nyst, 1848)